# روبرت إتش. آدامز
روبرت إتش. آدامز هو محامي وسياسي أمريكي، ولد في 1792 في مقاطعة روكبريج في الولايات المتحدة، وتوفي في 2 يوليو 1830 في ناتشيز في الولايات المتحدة. نشط حزبياً في ديمقراطية جاكسونية والحزب الديمقراطي. وقد انتخب عضو مجلس الشيوخ الأمريكي ‏ عن دائرة Mississippi Class 2 senate seat ‏ خلال فترته النيابية ‏ (6 يناير 1830 – 2 يوليو 1830) وانتخب عضو مجلس نواب مسيسيبي ‏.